# 安東尼·布朗尼

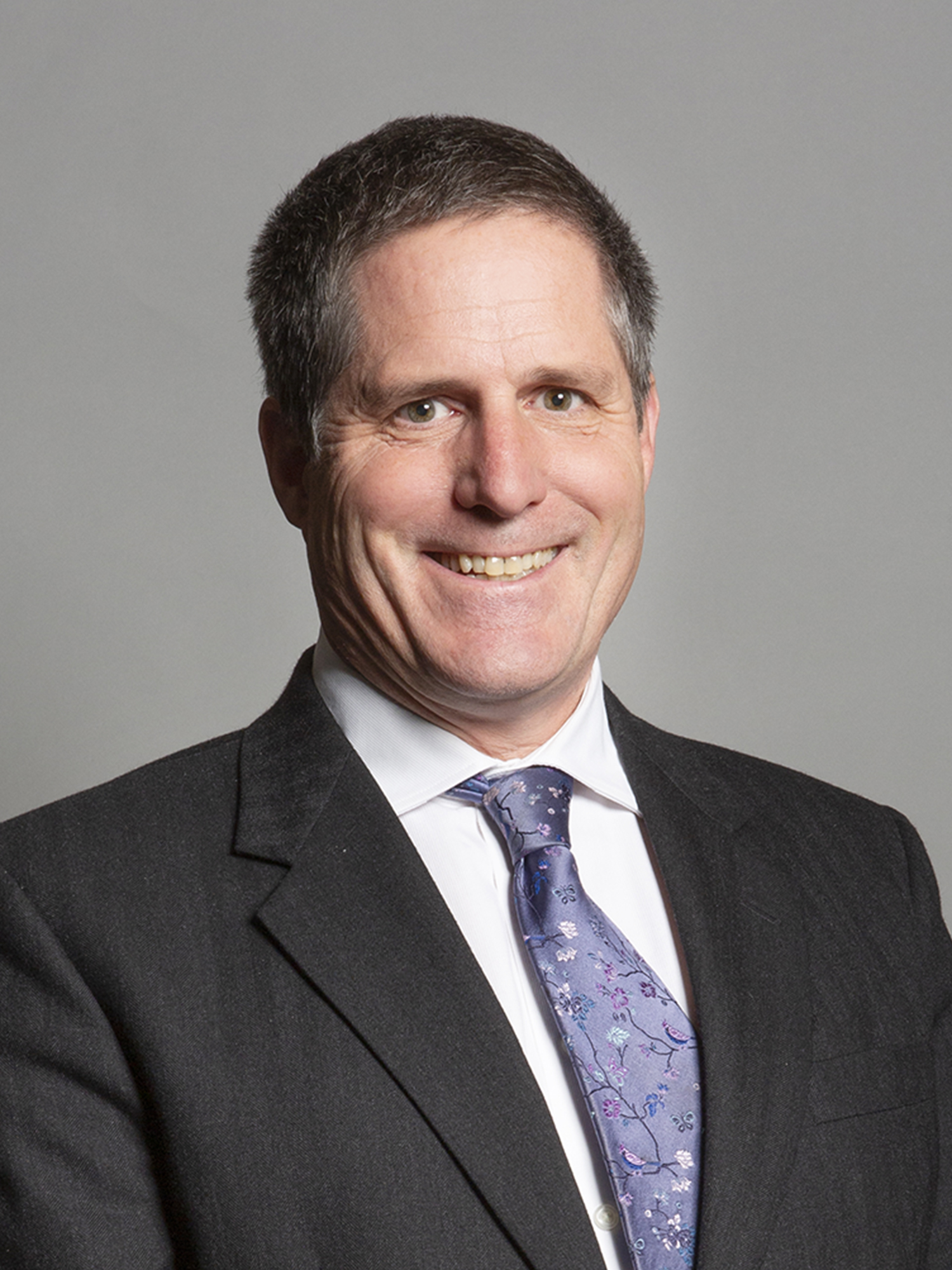

安東尼·布朗尼（英語：Anthony Howe Browne；1967年1月19日—）是英國的一位政治家，所屬政黨是保守黨。他在2019年英國大選中當選南劍橋郡的議員。在進入政界之前，他曾是一位記者。